# Antologia de Planudes

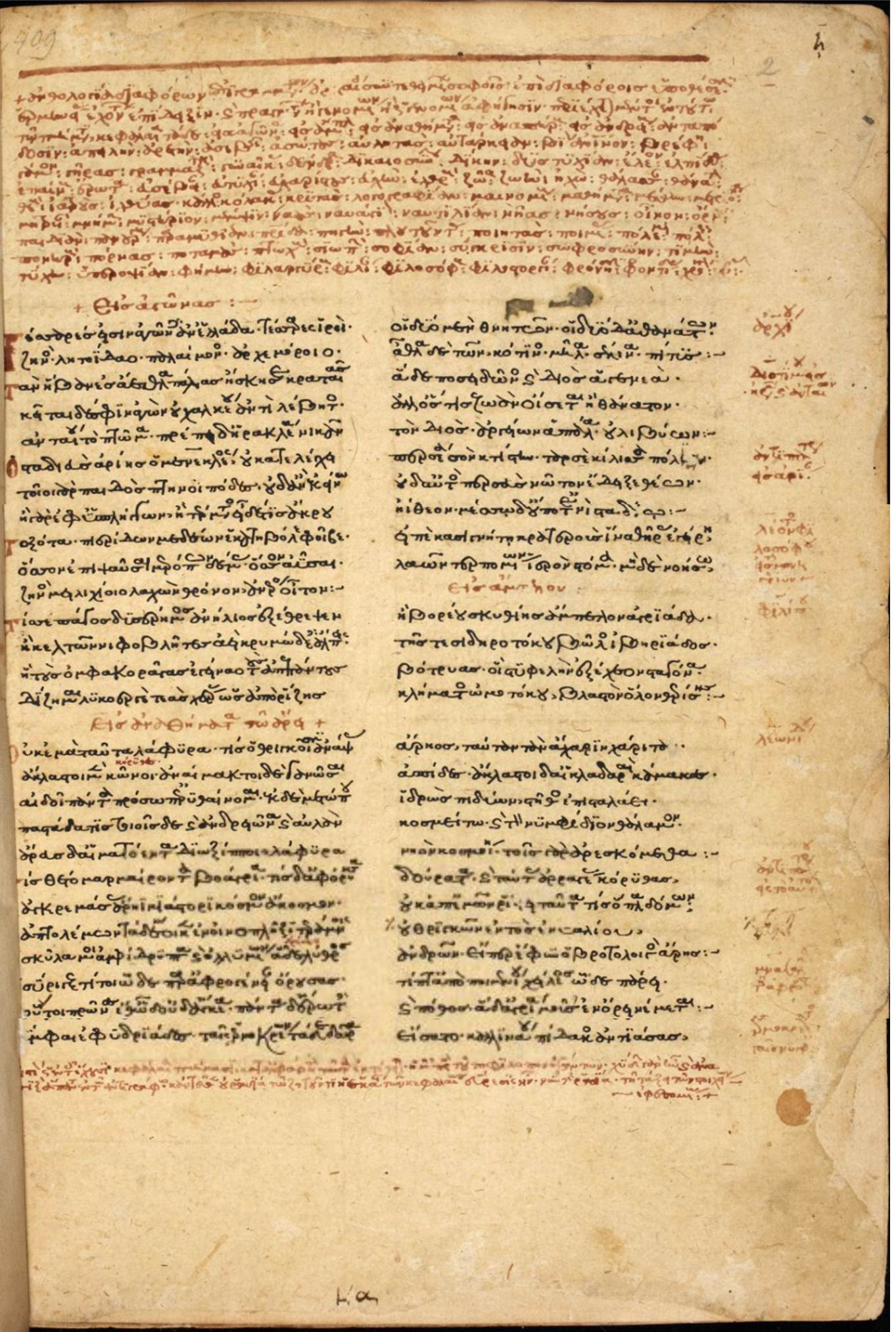
Antologia de Planudes, c. 1300

A Antologia de Planudes (em latim: Anthologia Planudea ou às vezes em grego: Ἀνθολογία διαφόρων ἐπιγραμμάτων, “Antologia de vários epigramas”, extraído da primeira linha do manuscrito) é uma antologia de epigramas e poemas gregos compilada por Máximo Planudes, um gramático e teólogo bizantino, a partir da Antologia de Cefalas. Ela contém 2 400 epigramas.
A Antologia de Planudes inicia-se com o texto: «Ἀνθολογία διαφόρων ἐπιγραμμάτων, συντεθειμένων σοφοίς, ἐπί διαφόροις ὑποθέσεσιν ...» (“Antologia de vários epigramas, compostos por sábios, sobre diferentes assuntos ...”) e divide-se em sete livros.
Ela pode ser encontrada em um exemplar autógrafo de Planudes preservado na Biblioteca Marciana (codex Marcianus gr. 481), em Veneza, mas também em dois apógrafos: um em edição incompleta (em Londres, British Library Add MS 16409) e outro na edição final da antologia (apenas de forma fragmentária, em Paris, Paris B.N. gr. 2744), bem como em várias edições impressas.
Foram feitas diversas edições impressas da Antologia de Planudes, pois por muito tempo foi a única antologia de epigramas e poemas gregos conhecida até 1606, quando se descobriu o manuscrito da Antologia Palatina.
Atualmente, a antologia integra o conjunto de textos conhecido como Antologia Grega. Os 397 epigramas não presentes na Antologia Palatina (também mencionados como 395 e muitas vezes como 388) são geralmente incluídos na Antologia Grega sob o título de Appendix Planudea.

## Conteúdo
Apesar de a Antologia de Planudes basear-se na Antologia de Cefalas, a comparação com a Antologia Palatina (também derivada da coletânea de Cefalas) mostra não apenas que muitos poemas e epigramas foram omitidos (a Palatina possui 3 700 epigramas, enquanto a Planudea tem apenas 2 400), mas também que Planudes cometeu diversos erros ou “correções”. Inicialmente, a transcrição foi feita de forma cuidadosa, mas a partir de certo ponto as omissões se multiplicam, como se Planudes perdesse o interesse ou sofresse pressão para concluir o trabalho. Em consequência, quando se descobriu a muito mais precisa Antologia Palatina, o interesse dos pesquisadores migrou da Planudea para a Palatina. O único aspecto relevante da coletânea de Planudes são os 388 epigramas ausentes na Palatina, considerados parte da Antologia de Cefalas, mas que, por algum motivo desconhecido, não foram copiados na Antologia Palatina.

## Edições e texto daAntologia de Planudes

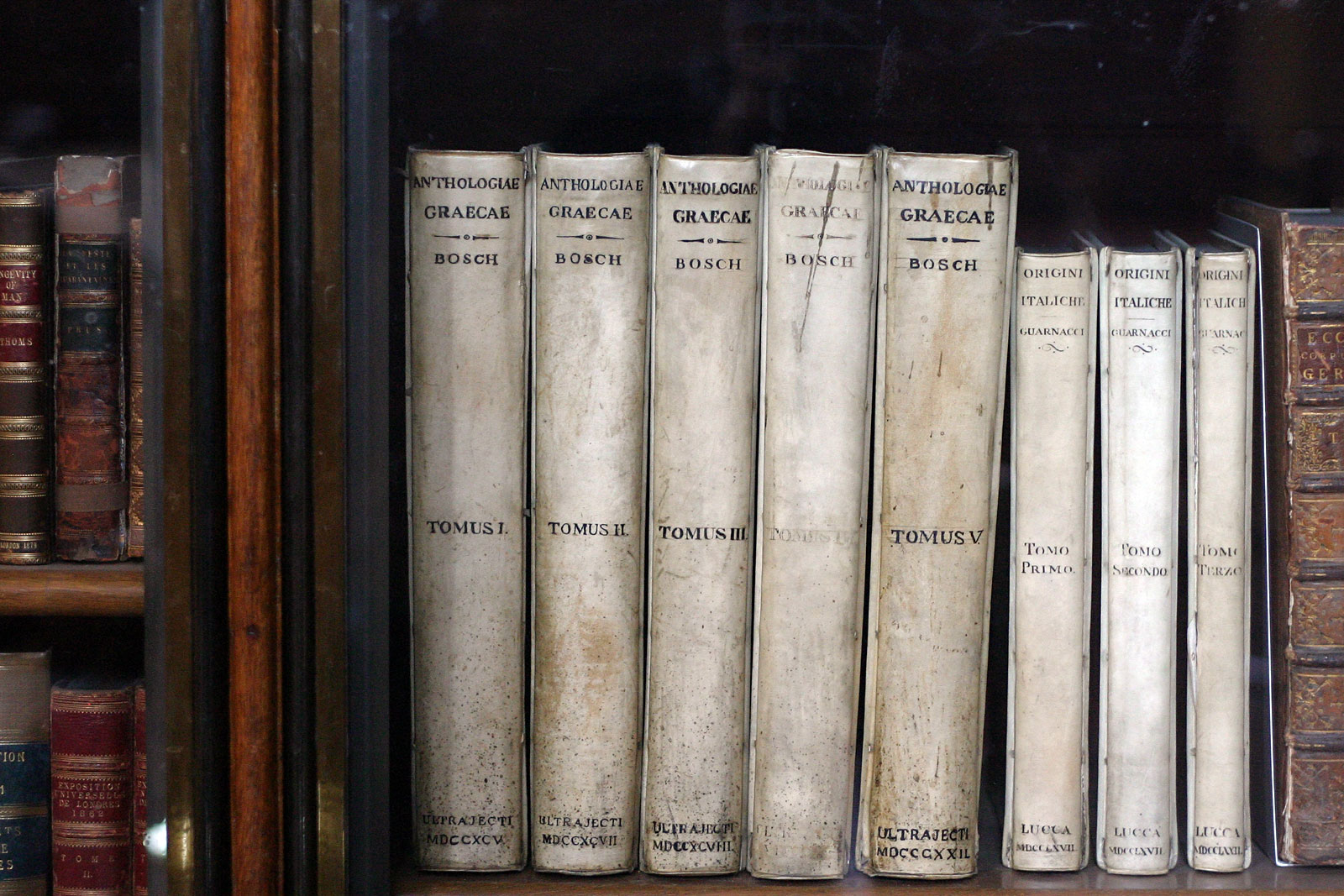
A versão de van Bosch e van Lennep de A Antologia Grega (em cinco volumes, iniciada por Bosch em 1795, concluída e publicada por Lennep em 1822). Fotografia no Museu Britânico, Londres. Contém a versão métrica em latim de Grotius da versão planudeia (Planudes) da Antologia. Ricamente ilustrada. Também reproduz o texto grego bastante impreciso da edição de Wechel (1600) da Antologia, que por sua vez é apenas uma reimpressão da edição de 1566, de Henricus Stephanus, da Planudea.

A primeira edição impressa da Antologia de Planudes (editio princeps) foi publicada por Janus Lascaris em 1494, em Florença, com o título «Anthologia Graeca». Foi impressa, posteriormente, por Aldo Manúcio (Veneza 1503, 1521, 1551), Badius Ascensius (Paris 1531),  P. e J.-M. Nicolini (Veneza 1550), Jean Brodeau (Basileia 1549) e Henricus Stephanus (Paris 1566).
A edição de Bosch foi impressa entre 1795 e 1822 em Utrecht, em cinco volumes, com tradução latina de Hugo Grotius, intitulada «Anthologia Graeca cum versione Latina Hugonis Grotii». Além do texto da Antologia de Planudes, essa edição incluía outros textos a partir da primeira metade do terceiro livro.
- Anthologia Graeca cum versione Latina Hugonis Grotii, Volume 1, Claude Saumaise, Ultrajecti e Typographia B. Wild & J. Altheer, 1795 Volume 1 e início do texto da Antologia Planudea, Livros 1–2
- Anthologia Graeca cum versione Latina Hugonis Grotii editae Ab Hieronymo de Bosch, Volume 2, Jeronimo de Bosch, Hugo Grotius, Ultrajecti e typographia Wild & Altheer, 1797 Volume 2 e texto da Antologia Planudea — Livros 3–4
- Anthologia Graeca cum versione Latina Hugonis Grotii editae Ab Hieronymo de Bosch, Volume 3, Ultrajecti e typographia B. Wild & J. Altheer, 1798 Volume 3 e texto da Antologia Planudea — Livros 5–7 e Mantissa Vetus, página 288, Mantissa secunda de Graecis heriobus adjecta ab Henrico Stephano, página 399, até o 4º e depois textos de Teócrito (Eidyllia) até a página 469.
- Observationes et notae in Anthologiam Graecam quibus accetum Cl. Salmasii, Notae ineditae, Volume 4, Hieronymi de Bosch, David Jacob van Lennep, Claude Saumaise, Ultrajecti e typographia B. Wild & J. Altheer, 1810, Volume 4 e sumário
- Hieronymi de Bosch Observationum et Notarum in Anthologiam Graecam volumen alterum quod indices continet, opus Boschii morte interruptum David Jacobus van Lennep aboluit, Ultrajecti e typographia J. Altheer, 1822, Volume 5